# Rafael Pinto Bandeira
Rafael Pinto Bandeira (Rio Grande, 16 de dezembro de 1740 – Rio Grande, 9 de abril de 1795) foi um militar brasileiro do século XVIII que Comandou inúmeras batalhas em defesa das possessões portuguesas no Rio Grande do Sul, à época Capitania do Rio Grande de São Pedro. Seus feitos lendários nas lutas contra os espanhóis lhe renderam o reconhecimento como o primeiro grande caudilho do sul do Brasil.
Rafael Pinto Bandeira nasceu no Presídio Jesus-Maria-José (atual cidade de Rio Grande), em 16 de dezembro de 1740, quase quatro anos após a fundação portuguesa do Rio Grande do Sul, marcada pelo desembarque, em 17 de fevereiro de 1737, de uma expedição comandada pelo Brigadeiro José da Silva Paes.
Filho de Francisco Pinto Bandeira e de Clara Maria de Oliveira, incorporou-se em 1754, junto com seu pai ao Corpo de Dragões do Rio Pardo e seguiu para Rio Pardo. Sua trajetória militar começou cedo: ainda com 13 anos, em 1754, já participava ativamente de campanhas, nas quais se manteve envolvido até 1777 — ano em que Portugal e Espanha firmaram o Tratado de Santo Ildefonso. Nesse longo período de conflitos, percorreu amplamente o solo gaúcho, lutando desde a conquista do Forte de São Martinho, nos Sete Povos das Missões (próximo à atual fronteira com a Argentina, na Província de Corrientes), passando por localidades como Rio Pardo — de onde se retirou sob constante perseguição inimiga — até o cerco ao Forte de Santa Tecla, em Bagé, no extremo sul da província, junto à divisa com o Uruguai.
Foi o terceiro brasileiro a alcançar o posto de general no Exército Português e o primeiro natural do Rio Grande do Sul a atingir tal patamar. Ao longo de uma brilhante carreira que se estendeu dos 14 aos 54 anos, ascendeu de simples soldado Dragão do Rio Grande a Brigadeiro, chegando a comandar a Legião de Cavalaria Ligeira e, posteriormente, todas as forças militares da então Capitania de São Pedro — feito inédito para um gaúcho.
Pinto Bandeira teve papel crucial durante a Guerra do Sul (1763–1777), período em que os espanhóis, após duas invasões, ocuparam cerca de dois terços do atual território rio-grandense. Sua liderança na condução de ações de guerrilha contra os invasores, sob ordens do governo central no Rio de Janeiro, foi decisiva para garantir que o Rio Grande do Sul permanecesse sob domínio luso-brasileiro.
Nascido no Rio Grande, ali também faleceu, em 1795. Seus restos mortais estão sepultados na Igreja São Pedro, na mesma cidade onde iniciou e encerrou sua vida.

## Controvérsias sobre o local e a data de nascimento

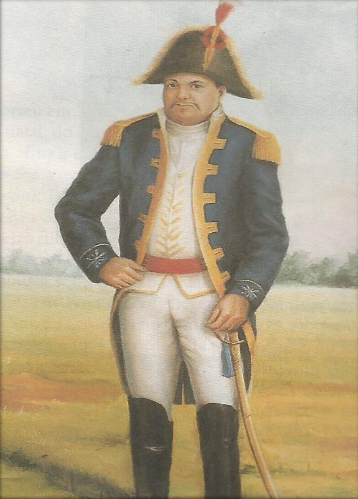
Alegoria de Rafael Pinto Bandeira com o uniforme que lhe cabia como Brigadeiro do Exército.

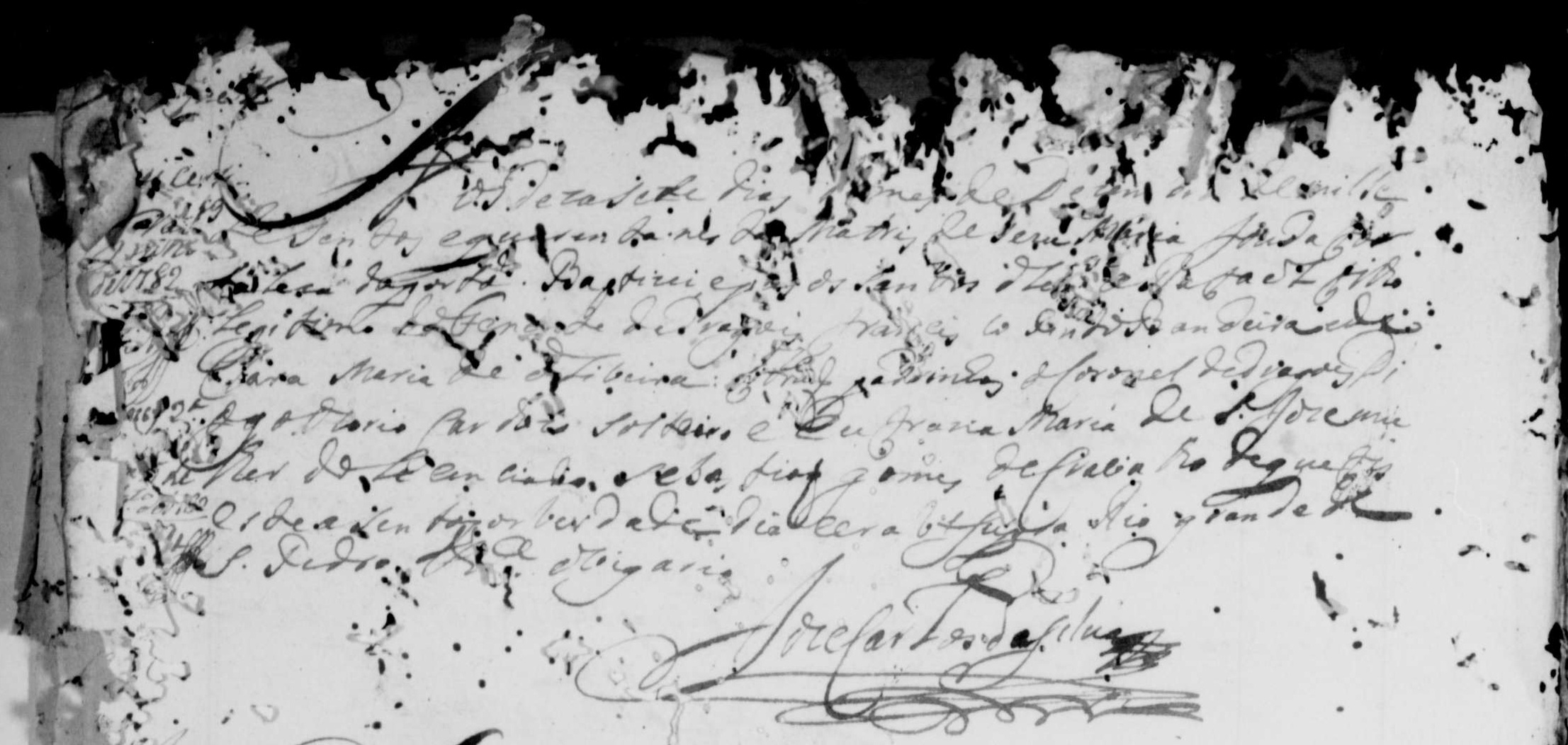
Assento de batismo, que ocorreu em 17 de dezembro de 1740 na Matriz de Jesus, Maria e José da Fortaleza da Porta

Em 27 de março de 1917, Aurélio Porto publicou no jornal A Federação um comentário corrigindo outros historiadores, como os irmãos José, Lucas e Henrique Boiteux, e Gustavo Barroso, que afirmavam que Rafael Pinto Bandeira havia nascido em Laguna, no estado vizinho de Santa Catarina, e não na cidade do Rio Grande. Após realizar pesquisas nos arquivos do Bispado de Pelotas, Porto encontrou o assento batismal de Rafael, dando como terminada a controvérsia. Porto não pode achar o registro de casamento de seus pais, mas teve certeza de que ele se realizou em princípios de 1739, na ermida do Forte de Jesus, Maria e José, e não em Laguna, como também se acreditava, até porque, segundo o mesmo, levaria pelo menos 15 dias para vir até o Presídio a fim de ser batizado ali, além de que a residência de Francisco, pai de Rafael, era no Rio Grande, junto ao Presídio, onde haviam casas. Segundo a tradição da família, Rafael nasceu no dia 16 de dezembro, data em que festejava seu aniversário, tendo o batismo ocorrido no dia seguinte.

## Representações na cultura
É uma das personagens da trilogia histórica O tempo e o vento escrita por Érico Veríssimo. Na versão para a televisão, Rafael Pinto Bandeira foi interpretado pelo ator Lima Duarte.